# Historia de la frontera entre la República Dominicana y Haití

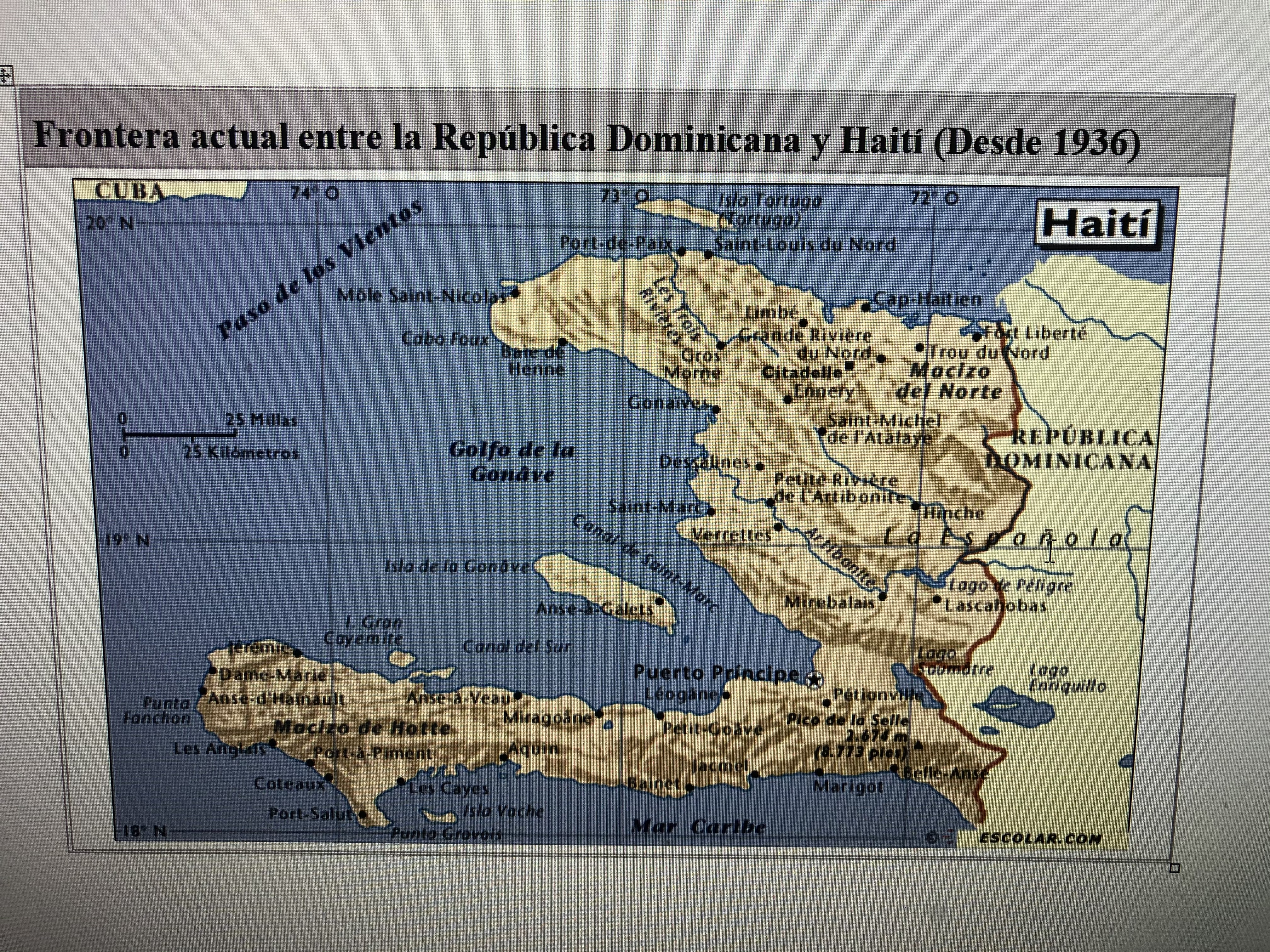
Frontera actual entre la República Dominicana y Haití (Desde 1936)

La frontera entre la República Dominicana y la República de Haití nació tras el reparto de la isla la Española mediante tratados de paz firmados entre España y Francia para dirimir sus diferencias territoriales en Europa y en el Nuevo Mundo. 
El primero de ellos fue el Tratado de Nimega de 1678, legitimado diecinueve años después por el Tratado de Ryswick en 1697, en donde España aceptó definitivamente la división de la isla en dos colonias: Santo Domingo Español (oriental) y Santo Domingo Francés (occidental), si bien no existía una demarcación oficial precisa de la frontera. 
Posteriormente ambas metrópolis europeas firmaron varias convenciones con la intención de delimitar sus posesiones en la isla, en particular el Tratado de Aranjuez de 1777 y el Tratado de Basilea de 1795.
En el Tratado de Aranjuez se relacionaron por primera vez y minuciosamente los límites entre la parte occidental francesa y la oriental española de la isla, mientras que por el Tratado de Basilea, Francia obtuvo también la parte española, aunque España mantuvo esta posesión, tras superar varias invasiones, hasta la ocupación de Haití de 1822 que duró 22 años.
A partir de la independencia de la República Dominicana de Haití en 1844 y tras múltiples reuniones infructuosas entre ambos países, fue establecida la frontera definitiva por el Tratado Fronterizo de 21 de enero de 1929 firmado por los presidentes Horacio Vásquez y Louis Borno, ratificado en 1936 por Rafael Trujillo y Sténio Vincent.
Para lograr esos acuerdos la República Dominicana tuvo que ceder a Haití un total de 6200 km² del territorio que le pertenecía a España por el Tratado de Aranjuez.

## Definición
La frontera entre la República Dominicana y la República de Haití nació tras el reparto de la isla la Española mediante tratados de paz firmados entre España y Francia para dirimir sus diferencias territoriales en Europa y en el Nuevo Mundo. 
Dicha frontera es el límite que divide en dos países soberanos, sobre n eje norte sur, a la isla la Española. Cristóbal Colón (1451-1506) la bautizó así tras desembarcar en ella el 5 de diciembre de 1492 durante su primer viaje.
Posee una longitud de 391 km que van desde la desembocadura del río Dajabón en la Bahía de Manzanillo del océano Atlántico al norte hasta la desembocadura del río Pedernales en el mar Caribe al sur.

## Devastaciones de Osorio

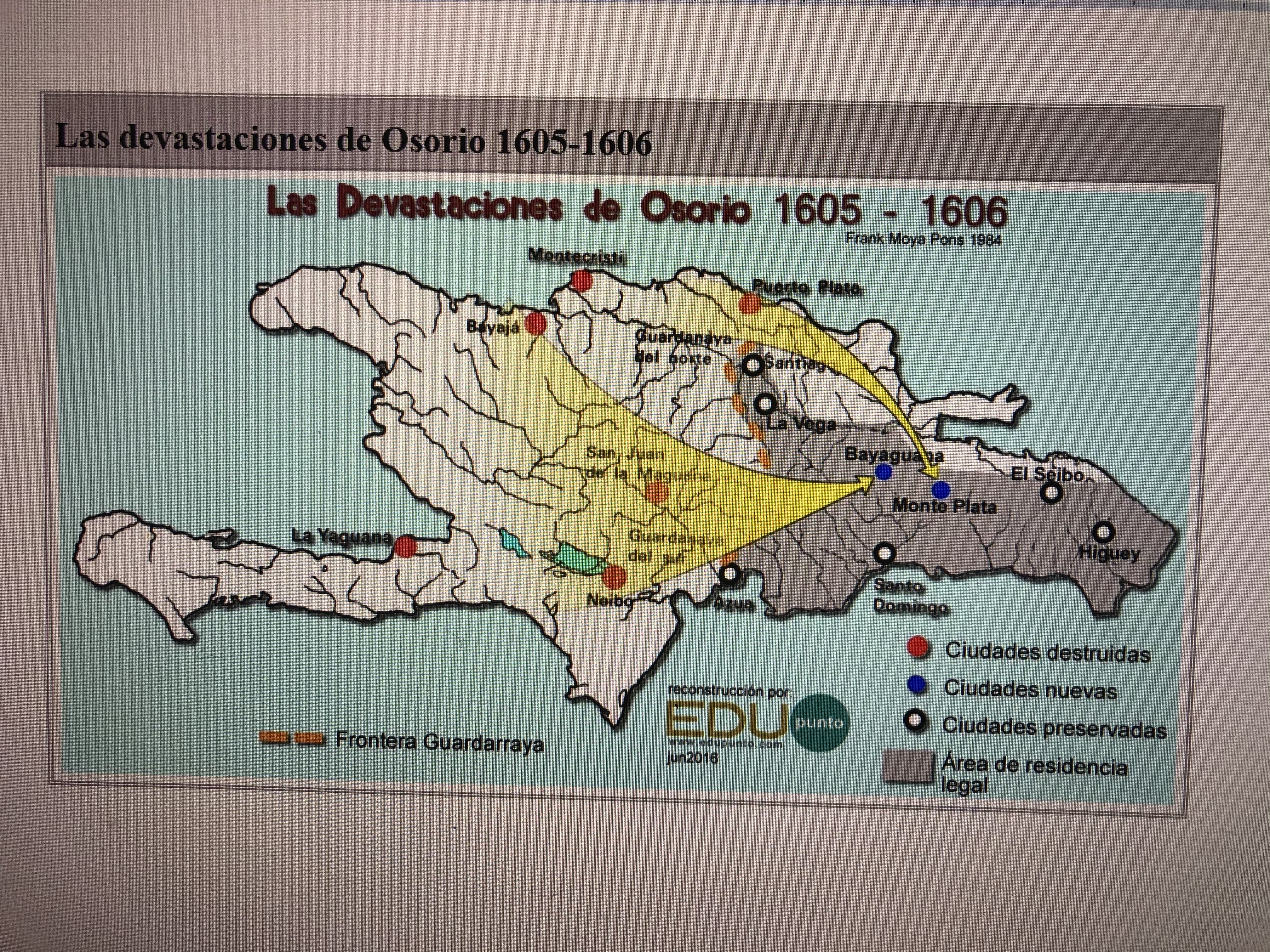
Devastaciones de Osorio

Entre 1605 y 1606 se puso en marcha la orden del rey de España Felipe III (1578-1621), perteneciente a la Casa de Austria, al gobernador de la Española, en ese entonces Antonio de Osorio (1543-1608), de despoblar la parte occidental de la isla para trasladarla hacia la parte cercana de Santo Domingo como forma de controlar el contrabando desarrollado por barcos franceses, holandeses e ingleses en la costa norte y noroeste de la isla. 
La aplicación de esa orden, conocida como Devastaciones de Osorio, fue aprovechada por los franceses para empezar a ocupar la parte occidental de la Española al quedar bastante despoblada.

## Isla de la Tortuga

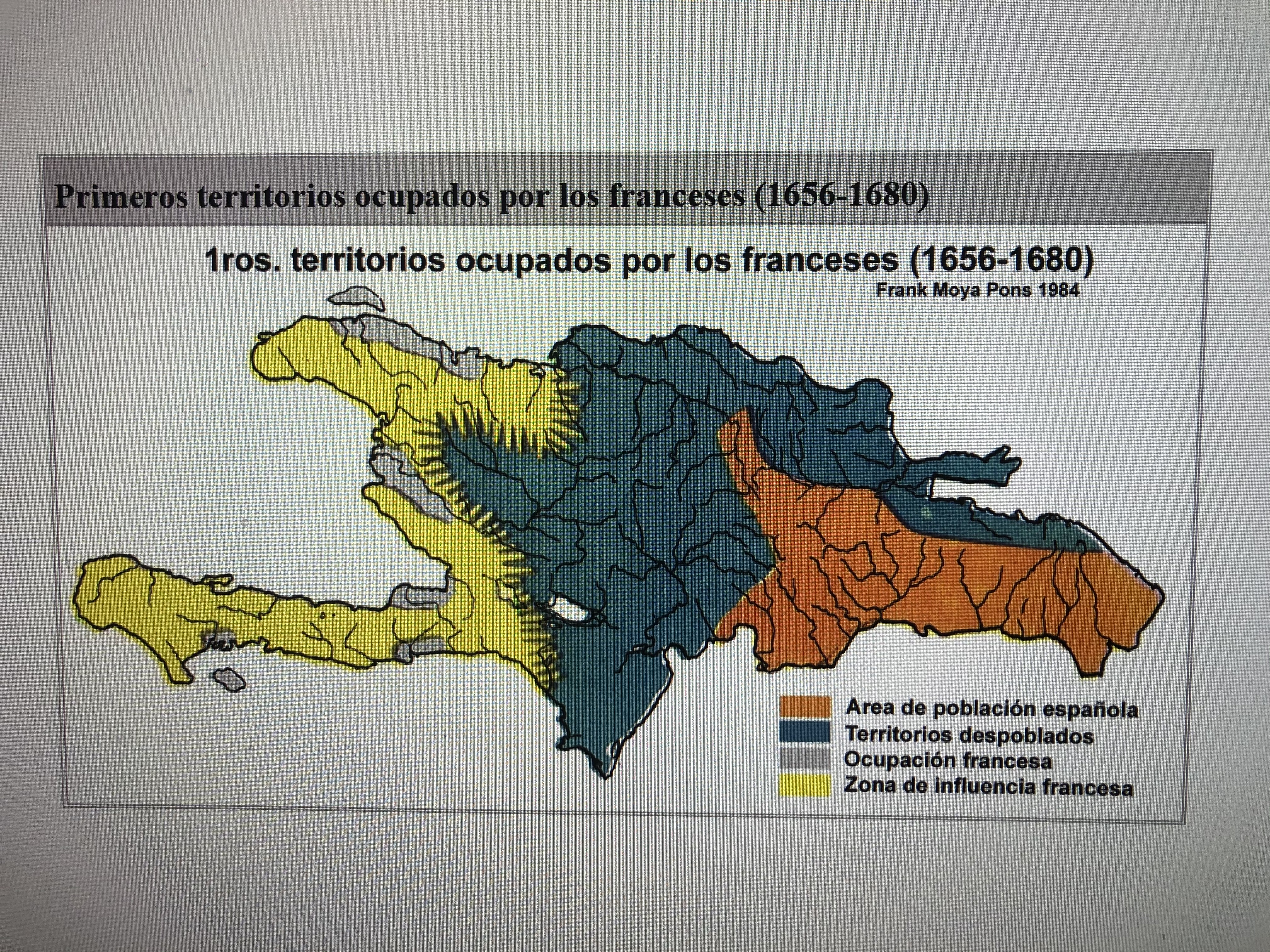
Primeros territorios ocupados por los franceses (1656-1680)

Durante el primer siglo de la ocupación europea de las islas del Caribe, siglo XVI, pocos detalles se conocen de la actividad desarrollada en la isla de la Tortuga, que está situada al noroeste de Haití, el cual posee su soberanía.
A partir del siglo XVII los sucesos acaecidos en la misma pueden considerarse como el punto de inicio para el surgimiento de una frontera que finalmente culminó en la división de la isla Española en dos países.
Así, hacia 1630, franceses, holandeses e ingleses se apoderaron de la Tortuga, continuando los franceses penetrando en la parte occidental de la Española.
En 1640, el enviado francés Le Vasseur tomó el control de la Tortuga. Al mando de numerosos soldados expulsó a los ingleses, lo cual fue un beneficio para los piratas que encontraban facilidades para avituallarse de víveres y pólvora. En lugar de cargar con su botín durante varios meses de viaje, los aventureros podían dejarlo allí, y desde la isla no había más que una jornada hasta las desembocaduras de los ríos y los puertos de lo que hoy es Haití.
El 6 de junio de 1665 la Tortuga fue entregada a Bertrand d’Ogeron bajo el dominio francés. D’Ogeron había llevado vida de bucanero, tras lo cual, de 1662 a 1664 se dedicó a transportar a centenas de enrolados desde Nantes en Francia a las comunas de Léogâne y Petit-Goâve situadas en el distrito de Léogâne del departamento Oeste del Haití actual.

## Tratado de Nimega de 10 de agosto de 1678
El Tratado de Nimega se firmó el 10 de agosto de 1678 en Nimega, ciudad de los Países Bajos, entre el Reino de Francia y la República de los Siete Países Bajos Unidos, que estaba apoyada por España.  
Con ese tratado de paz se consiguió que hacia el año 1680 los gobernadores de las poblaciones española y francesa de la Española empezaran a relacionarse y establecieran un activo comercio de caballos, carne salada y cuero de vaca entre ambos grupos de pobladores.  
Si bien esto no impidió enfrentamientos bélicos entre ellos (1690, 1691 y 1694), o que España reclamara la salida de los franceses de la isla, sí implicó que por primera vez se planteara la delimitación del espacio a ocupar.   
De manera informal y con absoluto carácter circunstancial, se proponía el establecimiento del río Rebouc, hoy Guayubín, como límite en la parte norte, mientras que por el sur se trazaría una línea imaginaria partiendo del curso de dicho río hasta la isla Beata que pasaba por el lago Enriquillo.  
Luego del Tratado de Nimega, la parte occidental de la isla pasó a llamarse Saint Domingue.  
Su organización formal, no obstante, comienza a principios del siglo XVIII, cuando su territorio se dividió en los departamentos Norte, Sur y Oeste, dirigidos cada uno por un gobernador y un intendente general nombrado por el rey de Francia.   
En estas tierras los franceses desarrollaron un intensivo sistema de plantaciones que permitía producir a gran escala café, cacao, algodón, añil y azúcar que convirtió en su momento a esta colonia francesa en la más rica del mundo.

## Tratado de  Ryswick  de 20 de septiembre de 1697
El 20 de septiembre de 1697, diecinueve años después del Tratado de Nimega, mediante el Tratado de ryswick, firmado en esa localidad de la provincia de Holanda Meridional, España aceptó definitivamente la división de la isla en dos colonias: Santo Domingo Español (oriental) y Santo Domingo Francés (occidental).
Si bien el tratado de Ryswick no establecía una demarcación oficial precisa de la frontera, Francia asumió que le pertenecía la parte occidental de la isla, la actual Haití, e incrementó los esfuerzos de colonización ya de manera oficial.
El Tratado de  Ryswick  dio fin a la Guerra de los Nueve Años (1688-1697), que vio enfrentadas a Francia contra España, Inglaterra, República de los Siete Países Bajos Unidos y el Sacro Imperio Romano.
La base de la paz de dicho tratado era que se debían devolver todas las ciudades y distritos conquistados desde el Tratado de Nimega, lo que a España, reinada entonces por Carlos II (1661-1700), le supuso recuperar la Cataluña invadida por los Borbones franceses —algo importante de cara a la repercusión que tuvo en la Guerra de Sucesión Española— a cambio de ceder a Francia la parte occidental de la Española, ya habitada por los franceses, lo que generaba enfrentamientos con los españoles.
La Guerra de Sucesión Española fue un conflicto internacional que duró desde 1701 hasta la firma del Tratado de Utrecht en 1713, que tuvo como causa fundamental la muerte sin descendencia del rey Carlos II de España, último representante de la Casa de Austria o Habsburgo, y que dejó como principal consecuencia la instauración en el trono España de la Casa de Borbón el 16 de noviembre de 1700 con Felipe V de España (1683-1746) que nació en Versalles y era nieto del rey Luis XIV de Francia (1638-1715).
Durante casi todo el siglo XVIII España y Francia mantuvieron unas relaciones cordiales, basadas sobre todo en la relación de parentesco de los monarcas de ambos países, todos ellos pertenecientes a la Casa de Borbón.

## Tratado de Aranjuez de 3 de junio de 1777
En 1773 el capitán general de la parte española de la isla, José Solano y Bote (1726-1806), y el gobernador de la parte francesa, marqués de Valière, firmaron un acuerdo provisional en el que se definían los límites entre los territorios de ambos países en la isla. 
En 1776 José Solano y el conde de Ennery ratificarían este acuerdo con la ayuda de una comisión de topógrafos que señalarían físicamente los límites establecidos, auxiliados por la creación de un conjunto de pirámides que servían como indicadores, usando el río Masacre en el norte como inicio y la región de la actual Pedernales en el sur como fin de la delineación de la frontera.
Tras esos acuerdos, llegó el 3 de julio de 1777 el Tratado de Aranjuez firmado en esa villa de la provincia de Madrid por José Moñino y Redondo, I conde de Floridablanca, en nombre del rey Carlos III de España (1716-1788) y Pierre Paul, marqués de Ossun, en representación del rey Luis XVI de Francia(1754-1793).
En el Tratado de Aranjuez se relacionaron minuciosamente y por primera vez los límites entre la parte francesa y la española de la isla, basados en esos acuerdos de 1773 y 1776, estableciéndose que las poblaciones de Hincha (antes Lares de Guaba), San Miguel de la Atalaya, San Rafael de la Angostura, Las Caobas y el Valle de la Miel pertenecían a la parte española.

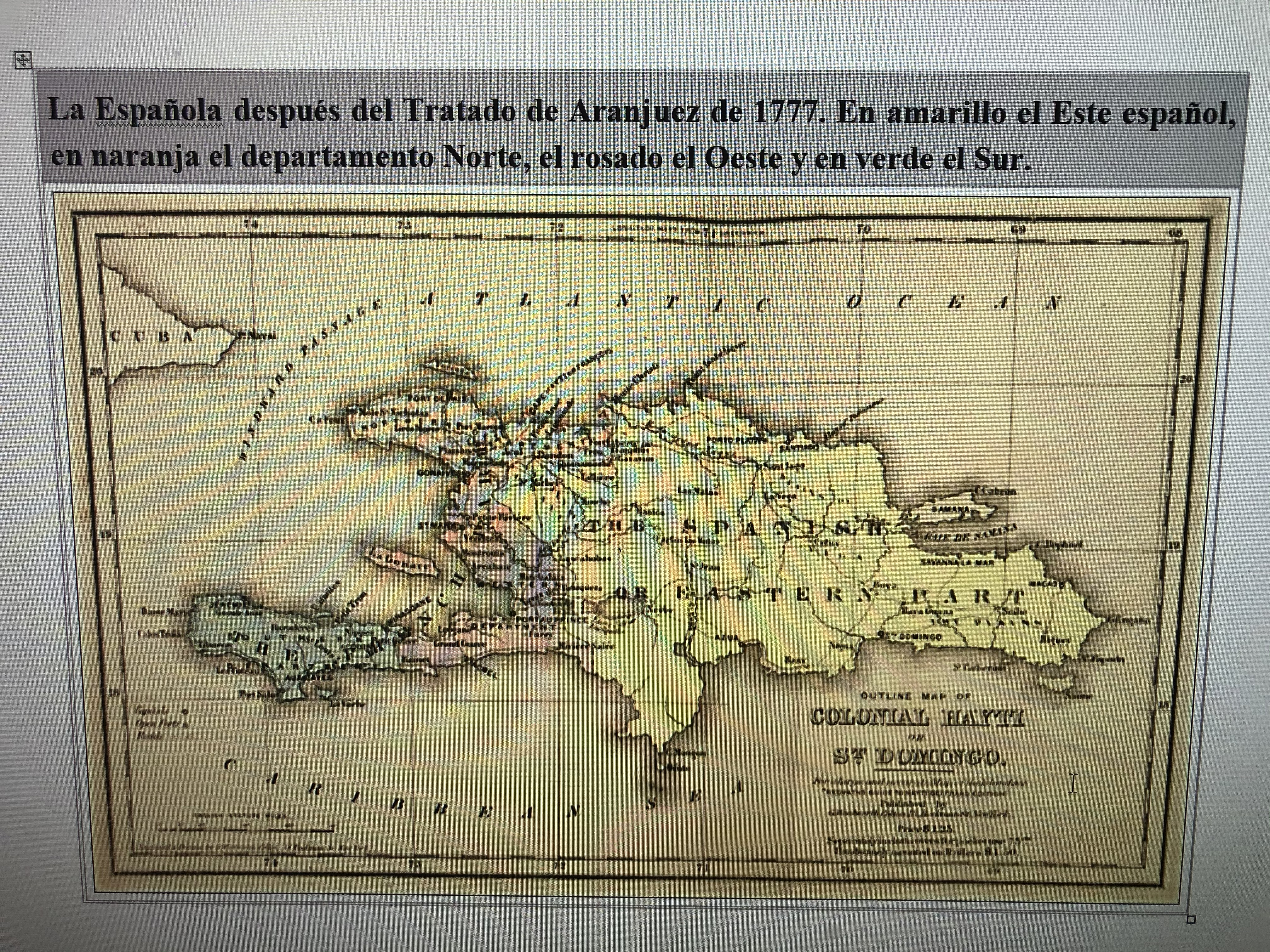
La Española después del Tratado de Aranjuez de 1777.

Asimismo con ese citado tratado, la línea fronteriza que se estableció dividía en dos partes iguales la Laguna del Fondo (Étang Saumâtre), también conocida como Lago Azuey, de tal forma que a cada parte de la isla le correspondía la mitad de la misma.

## Tratado de Basilea de 22 de julio de 1795

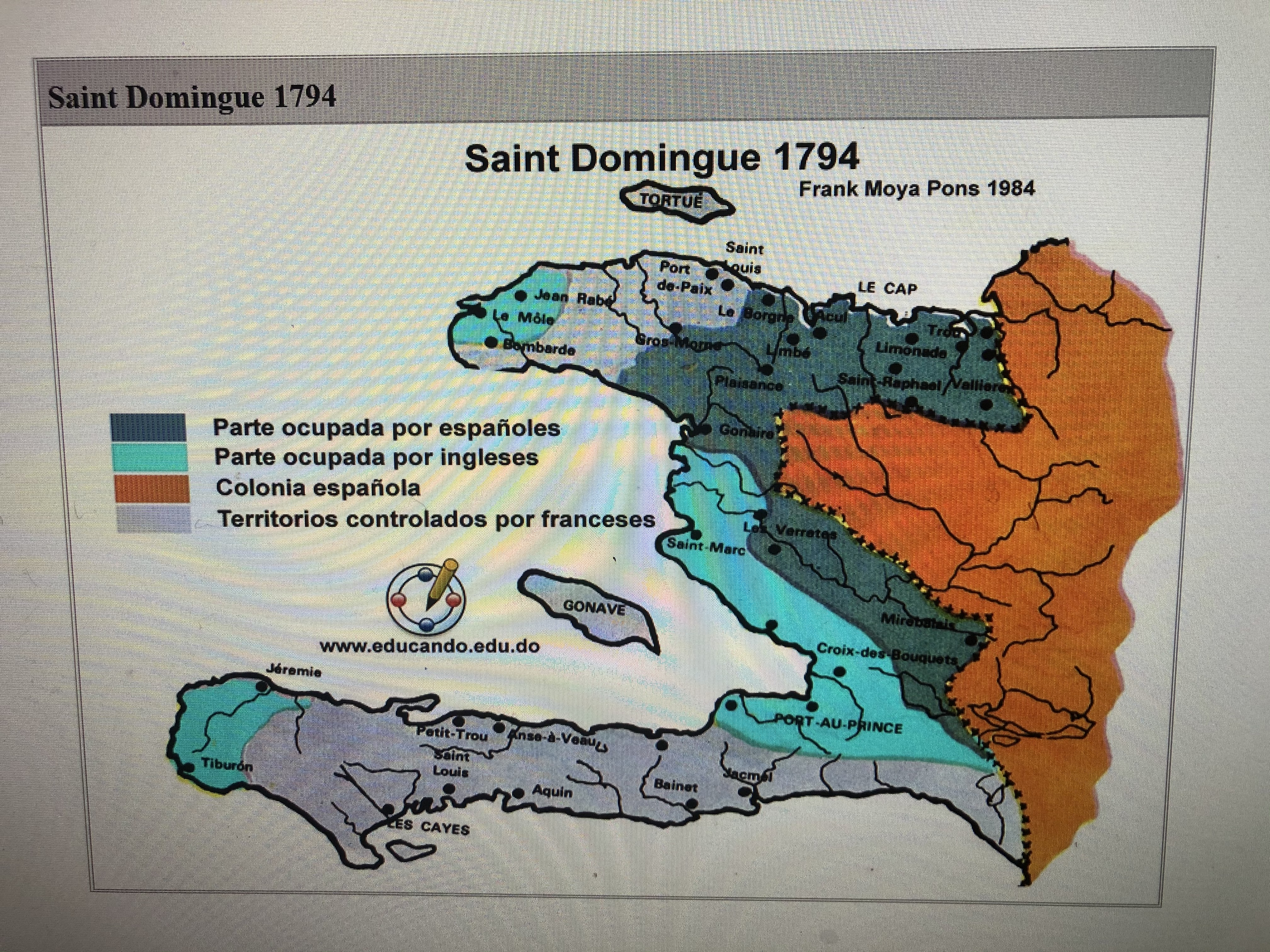
Saint Domingue 1794

El Tratado de Basilea firmado el 22 de julio de 1795 entre la República Francesa y el rey Carlos IV de España (1748-1819) en la localidad suiza de Basilea, puso fin a la Guerra de la Convención (1793-1795) entre los dos países, que había resultado un desastre para la monarquía española pues las provincias Vascongadas y Cataluña habían sido ocupadas por la Francia revolucionaria.
En virtud del mismo, España logró la restitución de los territorios conquistados por los franceses en el norte de la península ibérica, pero tuvo que ceder a Francia, a cambio, su parte oriental de la Española. 
De esta forma la isla completa pasó a ser propiedad de la República Francesa, lo que supuso la reunificación política de la misma luego de un siglo de división tras el Tratado de Rijswijk.
Esta parte del Tratado de Basilea no se pudo llevar a cabo debido a la revolución Haitiana (1791-1804), manteniendo España está posesión hasta la invasión que en nombre de la República francesa lideró Toussaint Louverture (1743-1803) el 26 de enero de 1801, amparándose en dicho tratado y en su idea de la indivisibilidad de la Española. Llegó hasta Santo Domingo capital acompañado por un numeroso ejército, pero fue rechazado. En 1802 un ejército enviado por Napoleón Bonaparte (1769-1821) al mando del general Charles Leclerc (1772-1802) capturó a Louverture y lo envió a Francia como prisionero. 
La Revolución francesa (1789-1799) tuvo una gran repercusión en la parte francesa de la Española. En un primer momento, los grandes terratenientes blancos vieron la posibilidad de independizarse y los pequeños la de lograr la igualdad con los grandes. Los esclavos y los pequeños propietarios negros, por su parte, esperaban adquirir un estatus similar al de los pequeños terratenientes blancos.
El 20 de julio de 1814 Francia le devolvió el derecho a España sobre la parte oriental de la isla, dejando sin efecto el Tratado de Basilea.

## Invasiones y ocupaciones de la parte oriental
Entre los años 1801 y 1805 el ejército de la parte occidental de la isla hizo sangrientas incursiones a la parte oriental con enardecidas tropas comandadas por el general Jean Jacques Dessalines (1758-1806), saqueando y quemando las poblaciones de Monte Plata, La Vega, Cotuí, San Francisco de Macorís, San José de las Matas, Montecristi y Moca.
El 18 de noviembre de 1803 Dessalines venció definitivamente a las tropas francesas en la batalla de Vertières, situado justo al sur de Cabo Haitiano, y el 1 de enero de 1804 declaró la independencia del país, al que llamó con el nombre aborigen de Haití que significa tierra montañosa, autoproclamándose emperador con el nombre de Jacques I, siendo oficialmente coronado el 8 de octubre de 1804 en la ciudad de Le Cap (Cabo Haitiano).
Mientras Dessalines proclamaba la independencia de Haití, comenzó en Santo Domingo capital el periodo francés bajo la administración del general de esa nacionalidad Jean-Louis Ferrand (1758-1808), que gobernó la ciudad hasta el 7 de noviembre de 1808 durante la llamada Era de Francia por aplicación del Tratado de Basilea.
En 1805 Dessalines y Henri Christophe tomaron la ciudad de Santiago y después se dirigieron a Santo Domingo con un numeroso ejército, pero ante la resistencia de Ferrand se vieron obligados a retirarse. Durante la retirada numerosos pueblos de las bandas sur y norte se vieron reducidos a cenizas y los habitantes que no pudieron huir a tiempo fueron masacrados.
Dessalines fue traicionado y asesinado el 17 de octubre de 1806 por dos miembros de su administración: Alexandre Pétion y Henri Christophe, quienes al asumir el poder provocaron una escisión en el país con Pétion liderando el sur en la República de Haití y Christophe liderando el norte del país con el Estado de Haití, luego convertido en el Reino de Haití.

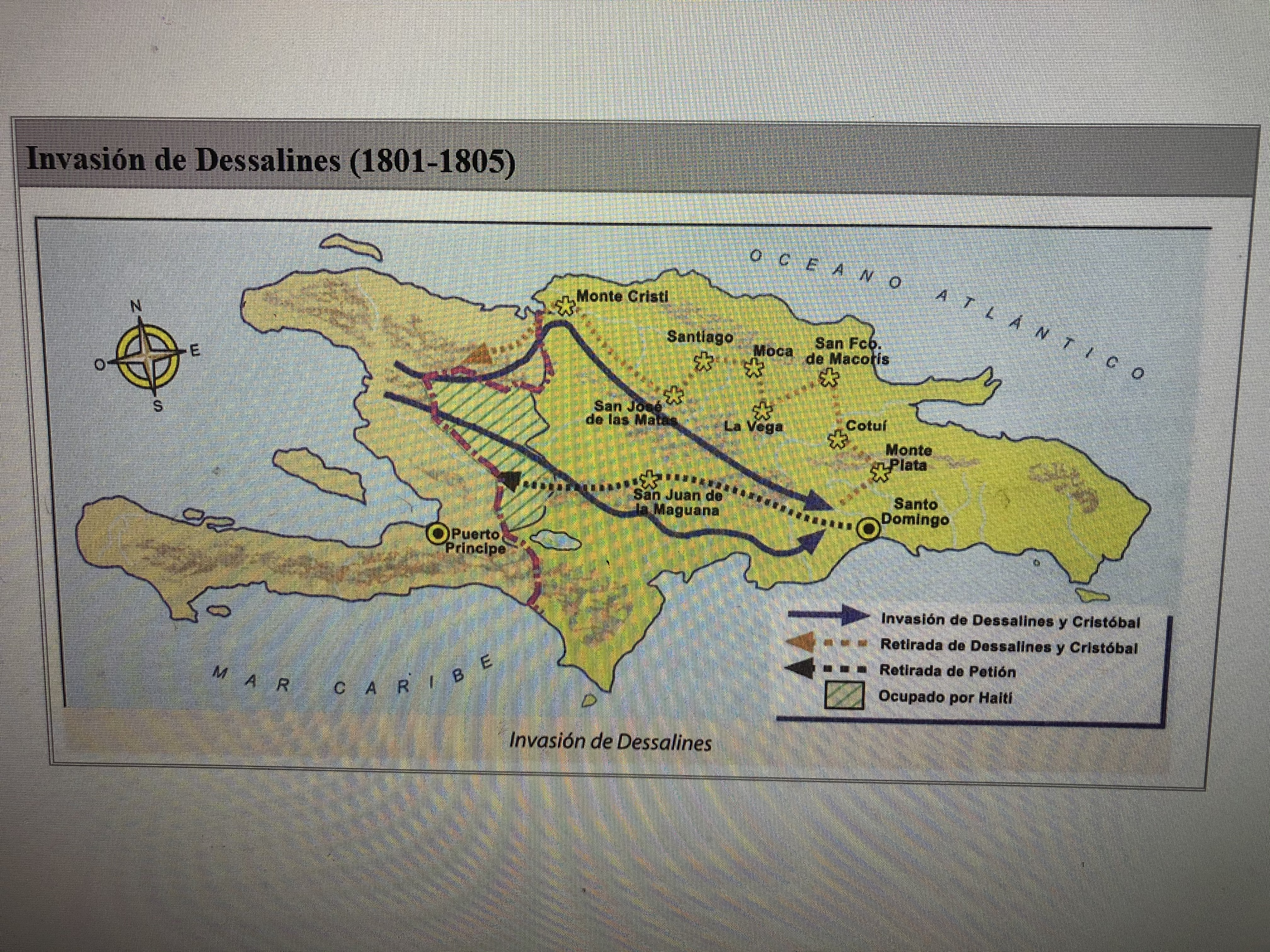
Invasión de Dessalines (1801-1805)

En 1808, tras la invasión napoleónica de España, los nacidos en Santo Domingo se rebelaron contra el dominio francés, iniciándose la guerra por el restablecimiento español en la parte oriental, conocida como Guerra de la Reconquista, que se libró entre el 7 de noviembre de 1808 y el 9 de julio de 1809. 
El líder y triunfador de esa guerra fue el militar cotuisano Juan Sánchez Ramírez (1762-1811) que derrotó a Ferrand en la batalla de Palo Hincado, sabana cercana a El Seibo, tomando la capital con el respaldo de todos los habitantes, tras lo cual Santo Domingo se reincorporó a España en 1809 y permaneció bajo soberanía española durante todo el periodo denominado la España Boba hasta diciembre de 1821. 
Los colonos españoles lucharon por mantener su nacionalidad y por preservar su identidad, ya que con la ocupación francesa que se inicia en 1802, los franceses pretendían hacer desaparecer una nación, que se había conformado en un proceso de más de tres siglos, con todos los elementos que componen la nacionalidad como: el origen, la historia, la lengua, la religión y las costumbres.

## España Boba

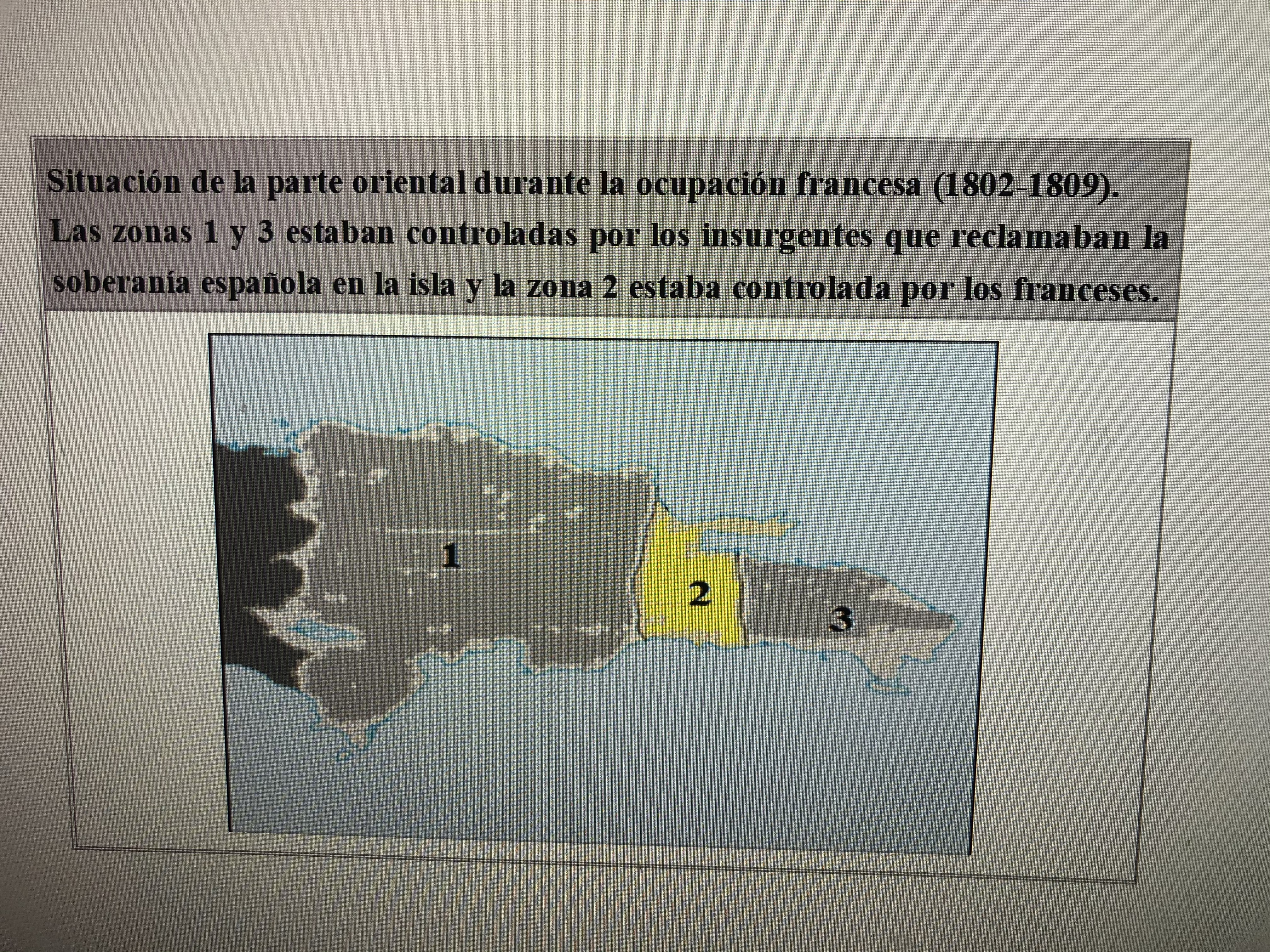
Situación de la parte oriental durante la ocupación francesa (1802-1809).

En la historia de la República Dominicana se conoce con el nombre de España Boba al periodo que abarca desde el 9 de julio de 1809, cuando acaba la Guerra de Reconquista contra Francia, hasta la declaración, que resultó fallida, de la primera independencia proclamada por José Núñez de Cáceres y Albor (1772-1846) en Santo Domingo el 1 de diciembre de 1821, caracterizado por el desinterés que tuvieron las autoridades peninsulares españolas hacia su colonia en Santo Domingo. 
La Guerra de la Independencia Española (1808-1814) que España libraba en Europa, tras la invasión napoleónica en 1808, y el hecho de que sus colonias de ultramar en América eran mayores y más ricas y estaban en proceso de independencia, fueron las causas posiblemente de ese desinterés.

## Independencias de la República Dominicana
Tras la declaración de la primera independencia o Independencia Efímera proclamada de forma incruenta por Núñez de Cáceres en Santo Domingo el 1 de diciembre de 1821, se constituyó el Estado Independiente de Haití Español, predecesor de la República Dominicana, que tuvo muy corta duración, concretamente dos meses y ocho días hasta el 9 de febrero de 1822. Núñez de Cáceres quería la independencia de España de la parte oriental de la isla y pedir la incorporación del nuevo estado a la Gran Colombia. 
Para evitar una invasión de la vecina República de Haití, Núñez de Cáceres envió a Venezuela a uno de los miembros más prominentes de su partido, Antonio María Pineda, para informarle de la situación a Simón Bolívar (1783-1830), pero este se encontraba ausente de Caracas y ni el vicepresidente ni el comandante general de la ciudad le prestaron atención.
El 9 de febrero de 1822 el ejército haitiano comandado por Jean-Pierre Boyer (1776-1850) ocupó la parte oriental, iniciándose el período conocido como Ocupación haitiana de Santo Domingo que duró 22 años. 

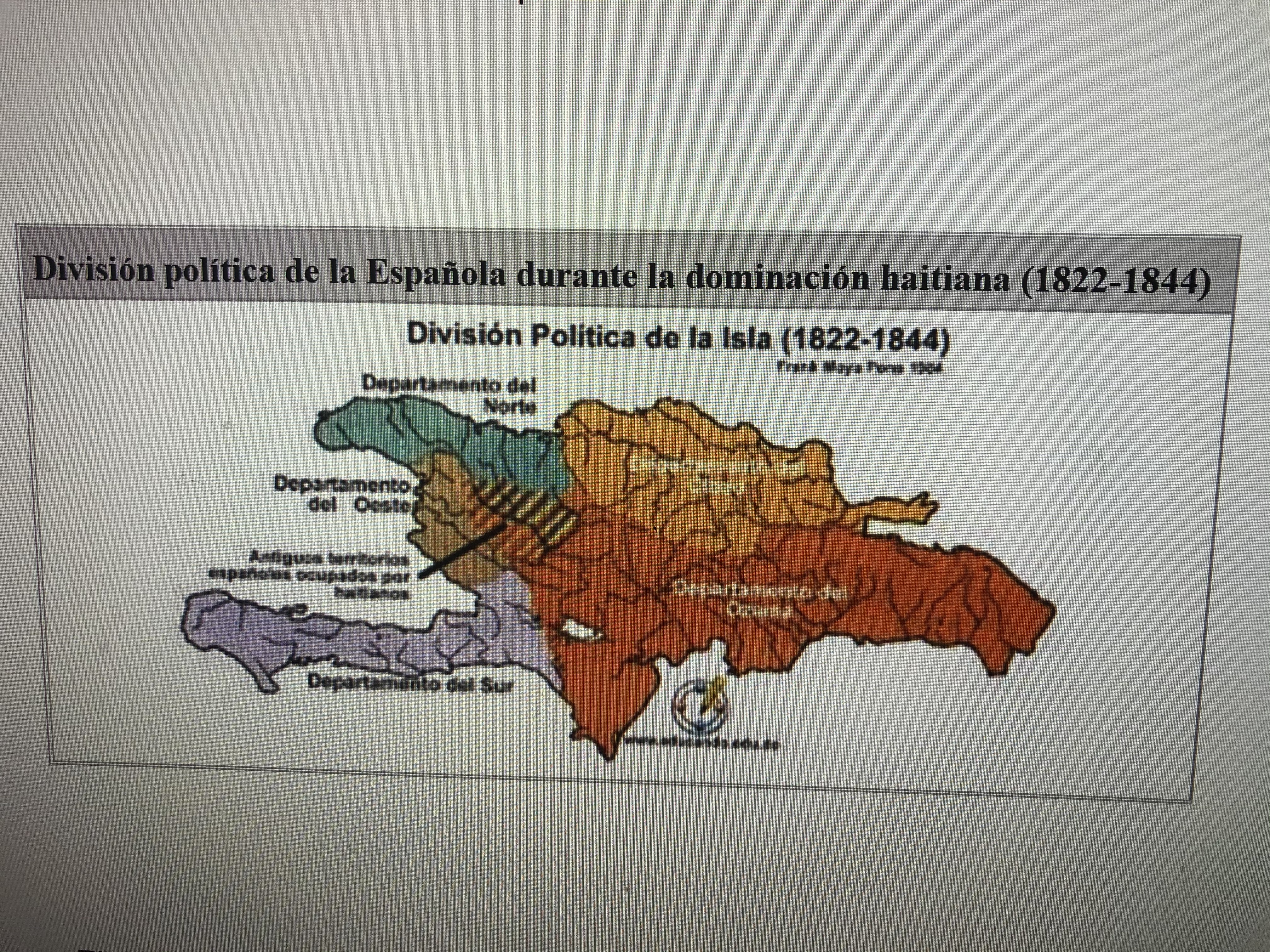
División política de la Española durante la dominación haitiana (1822-1844)

El 27 de febrero de 1844, con la proclamación de la Independencia de la República Dominicana de Haití, llamada también segunda independencia, los dominicanos heredaron la soberanía, derechos y opciones sobre el territorio de la parte española de la isla.
La independencia dominicana fue declarada en la puerta de la Misericordia, ubicada en la calle Palo Hincado esquina Arzobispo Portes de Santo Domingo, luego del disparo del trabucazo dado por Matías Ramón Mella (1816-1864) en la madrugada del día 27 de febrero de 1844 y por la enhestación de la bandera tricolor en la puerta de El Conde por el patricio Francisco del Rosario Sánchez (1817-1861), ambos inspirados por los ideales del fundador de la nacionalidad, Juan Pablo Duarte (1813-1876).
Luego de la proclama del 27 de febrero de 1844, el presidente haitiano Charles Rivière-Hérard hizo un llamado-amenaza para que los dominicanos dejaran sin efecto la independencia. Al no obtener respuesta positiva, se preparó un fuerte plan militar y organizó su ejército para recuperar el territorio nacional por diferentes posiciones. A sabiendas de los preparativos bélicos por la parte haitiana, la Junta Central Gubernativa envió a los hermanos Pedro y Ramón Santana Familias a comandar el sur y a Ramón Matías Mella y Francisco del Rosario Sánchez a Santiago.
El 19 de marzo las tropas dominicanas, a las cuales se habían integrado jóvenes azuanos, hateros y montoneros entrenados por Antonio Duvergé y Francisco Soñé, estaban  posicionadas en puntos estratégicos de Azua con fusilería, cañones y artillería. Cuando los haitianos entraron en Azua, los dominicanos rechazaron el ataque en la Batalla del 19 de marzo, que fue la primera gran batalla en defensa de la independencia. 
Días después, el 30 de marzo de 1844, se libró la segunda batalla posterior a la proclamación del 27 de febrero, la Batalla del 30 de Marzo o Batalla de Santiago, que se libró en esa ciudad.
En ella, el general José María Imbert, al mando de una parte del ejército del norte, derrotó al general Jean-Louis Pierrot, quien comandaba las tropas del ejército haitiano en una relación numérica superior a su favor.
En mayo de 1845 el general Pedro Santana (1801-1864) asistido por el general Antonio Duvergé (1807-1855) y el general José Joaquín Puello (1808-1849), vencieron a las tropas haitianas en La Estrelleta y en Beller y capturaron en Puerto Plata a la escuadra haitiana que había bombardeado esa población causando cuantiosos destrozos. 
En marzo de 1849 el presidente de la República de Haití Faustin-Élie Soulouque (1782-1873) inició su campaña contra la República Dominicana al frente de un ejército de 18 000 soldados matando a todo el dominicano que encontraba a su paso, haciendo que las poblaciones se llenaran de terror tratando de refugiarse en la ciudad de Santo Domingo ante la violencia desatada por los soldados haitianos. 
En razón de esta situación, el presidente dominicano Manuel Jimenes (1808-1854) fue derrotado en su intento de parar la invasión haitiana y se vio obligado a aceptar la decisión del congreso de la República de llamar al general Pedro Santana en compañía del general Antonio Duvergé para hacerle frente al ejército invasor.
El general Duvergé logró derrotar a los haitianos en la batalla de El Número cerca de Azua y tres días después, entre el 19 y el 22 de abril de 1849, el general Pedro Santana derrotó a los haitianos en la batalla de Las Carreras, cerca de Baní en la provincia de Peravia, que resultó ser la más brillante hazaña de su carrera militar.
En 1855 Soulouque, ya autoproclamado emperador del Segundo Imperio de Haití desde el 26 de agosto de 1849 como Faustino I, invadió de nuevo la República Dominicana con 30 000 soldados divididos en tres columnas, por el norte, centro y sur, sembrando el terror e incendiando todo lo que encontraba a su paso, hasta que fueron derrotados en la batalla de Santomé en la hoy provincia de San Juan y en Cambronal, cerca de Neiba, huyendo los haitianos en dirección a Haití. Más tarde fueron reducidos en Sabana Larga en la provincia de Dajabón.
La guerra librada por los dominicanos para defender y consolidar su independencia duró cerca de doce años, de 1844 a 1856, fecha que marca el fin de la larga lucha que sostuvo la República Dominicana contra las sucesivas agresiones militares de Haití.

## Anexión de la República Dominicana a España el 18 de marzo de 1861

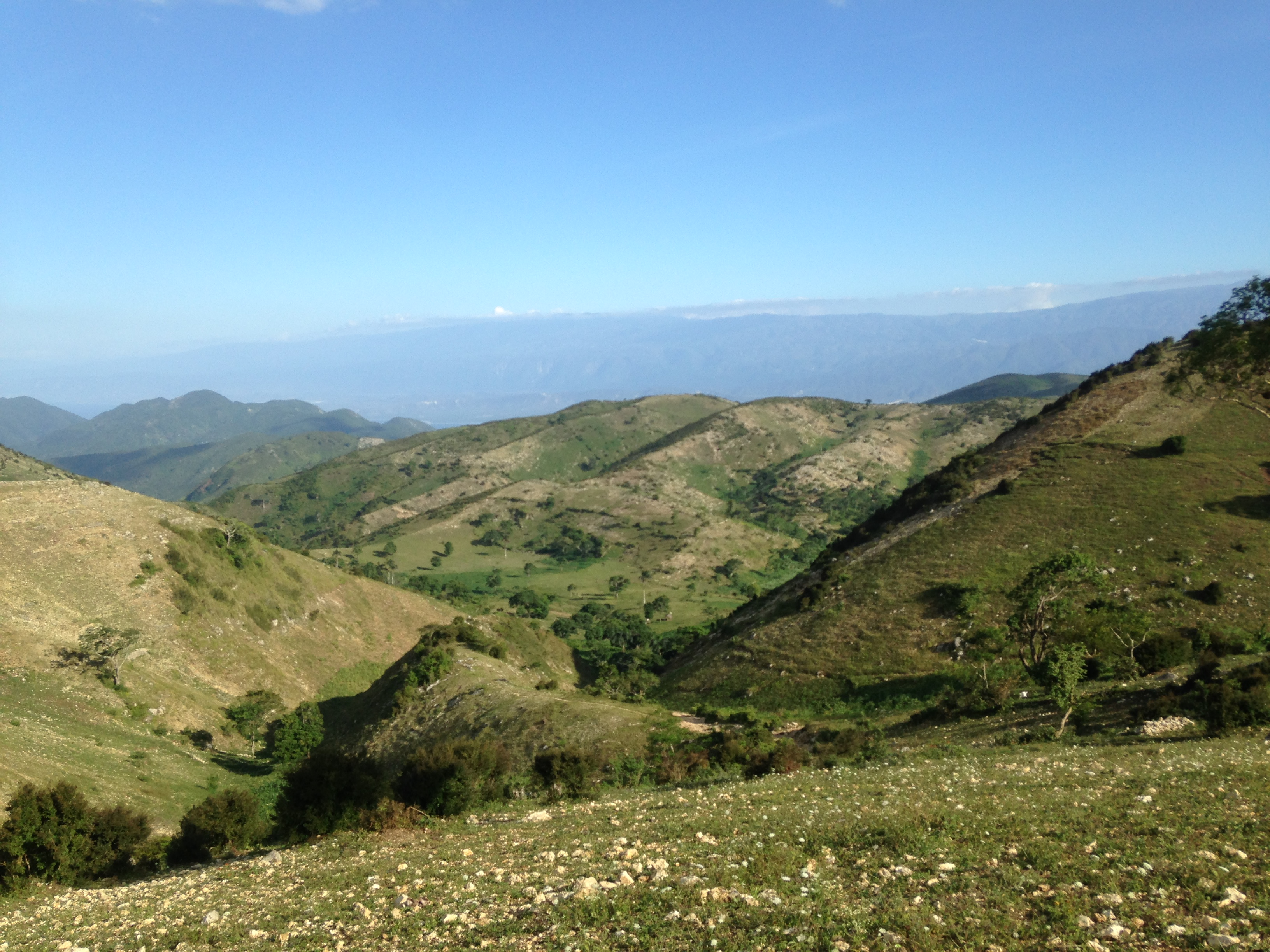
Frontera entre la República Dominicana y Haiti cerca de Cornillon

El 18 de marzo de 1861 el general Pedro Santana anunció en la plaza de la catedral que la reina Isabel II (1830-1904) aceptaba su petición de que España vuelva a tomar el control de la República Dominicana después de un período de 17 años de la independencia de 1844, para defenderse frente a la siempre amenazante actitud de Haití. 
España, que no había aceptado la pérdida de sus colonias americanas 40 años antes, hizo del país una Capitanía General y a Pedro Santana le concedió el 28 de marzo de 1862 el título de Marqués de Las Carreras como reconocimiento a su lealtad. 
Con la anexión se vuelve de nuevo a plantear el problema de la frontera, al presentar España una reclamación sobre los territorios ocupados por Haití que eran españoles según el Tratado de Aranjuez.
Así en enero de 1862 Isabel II de España emitió una ordenanza real declarando la intención de recuperar los territorios que tanto Toussaint en 1794 como Boyer en 1821 habían anexado a Haití (Hincha, donde nació Pedro Santana, San Miguel de la Atalaya, San Rafael de la Angostura y Las Caobas). 
Sin embargo, tras la Guerra de la Restauración (1863-1865), también llamada tercera independencia dominicana, el fin de la ocupación de España el 15 de julio de 1865 dejó sin resolver esta reclamación.

## Tratado de Fronteras Domínico-Haitiano de 21 de enero de 1929
Después de varias convenciones infructuosas de arbitraje entre República Dominicana y Haití, una tentativa de conciliación emanante del Vaticano y el auspicio de los Estados Unidos, que ocupó Haití de 1915 a 1934 y la República Dominicana de 1916 a 1924, llegó el 21 de enero de 1929 el Tratado de Fronteras Dominico-Haitiano firmado en Puerto Príncipe por los presidentes dominicano Horacio Vásquez y el haitiano Louis Borno. 
Los técnicos de Estados Unidos consideraron que la línea de la frontera debía ser marcada a partir de los poblados con mayor presencia de haitianos y dominicanos. 
Mediante ese tratado fronterizo y de paz, tras 85 años de fricciones desde 1844, la República Dominicana y Haití fijaron una nueva frontera tras ceder los dominicanos el 8 % de su territorio al vecino país, que incluía las poblaciones de Hincha, San Miguel de la Atalaya, San Rafael de la Angostura y Las Caobas y la totalidad de la Laguna del Fondo.  
Tras la firma del precitado tratado, no cesaron las disputas y choques armados en la frontera, con más repercusión entre 1931 y 1934, años en que en Dajabón, Restauración y en otros lugares dominicanos se reportaron la presencia de ilegales, depredaciones y robos en la ganadería y la agricultura. 
Por estos hechos se convocaron más de 100 nuevas conversaciones, de donde surgieron el acuerdo de 17 de febrero de 1935 firmado en Puerto Príncipe por los presidentes Rafael Trujillo Molina por República Dominicana y Sténio Vincent por Haití y el protocolo adicional de La Miel del 9 de marzo de 1936 firmado por los mismos presidentes en la capital haitiana. 
Con la firma de ese protocolo quedó ratificado el Tratado de Fronteras de 21 de enero de 1929 y se le traspasó a Haití el 3 % adicional del territorio dominicano que había ocupado ese país después de 1856, donde se encuentran Veladero, El Saltadero y la Miel, situados al oeste de Restauración, Bánica y Comendador, lo que permitió que los técnicos pudieran iniciar el trabajo del trazado fronterizo y el establecimiento de los bornes marcadores de dicha línea. Así quedó delimitada oficialmente hasta hoy la frontera domínico-haitiana. 
Los espacios físicos cedidos a Haití en 1929 fueron 4572 km² (8 % del territorio dominicano) y en 1936 otros 1628 km² (3 %) para una pérdida total para la República Dominicana de 6200 km². De esa forma la superficie de Haití pasó de 21 550 km² en 1804 a 27 750 km² que tiene en la actualidad.
El día 4 de diciembre de 1935 el Secretario de Estado de Relaciones Exteriores dominicano, García Mella, remitió una comunicación al presidente del Comité Nobel del Parlamento Noruego en Oslo, en la que sometía a la consideración de ese organismo las nominaciones al Premio Nobel de la Paz del presidente Trujillo y de su homólogo haitiano Vincent, premio a otorgarse en el mes de diciembre del año de 1936.
Tal distinción, para ambos gobernantes, según García Mella, estaría sustentada en la firma el 17 de febrero de 1935 del acuerdo con el que se alcanzaba la paz definitiva entre dominicanos y haitianos y quedaban zanjadas las dificultades que habían impedido la ejecución del trazado de la línea fronteriza de las dos naciones, contenida en el tratado anterior de 21 de enero de 1929.
Finalmente el Nobel de la Paz de 1936 se le otorgó al diplomático y jurista argentino Carlos Saavedra, propulsor el 12 de junio de 1935 del Pacto antibélico Saavedra Lamas, rubricado por más de 20 naciones, dando término a la guerra del Chaco entre Paraguay y Bolivia.

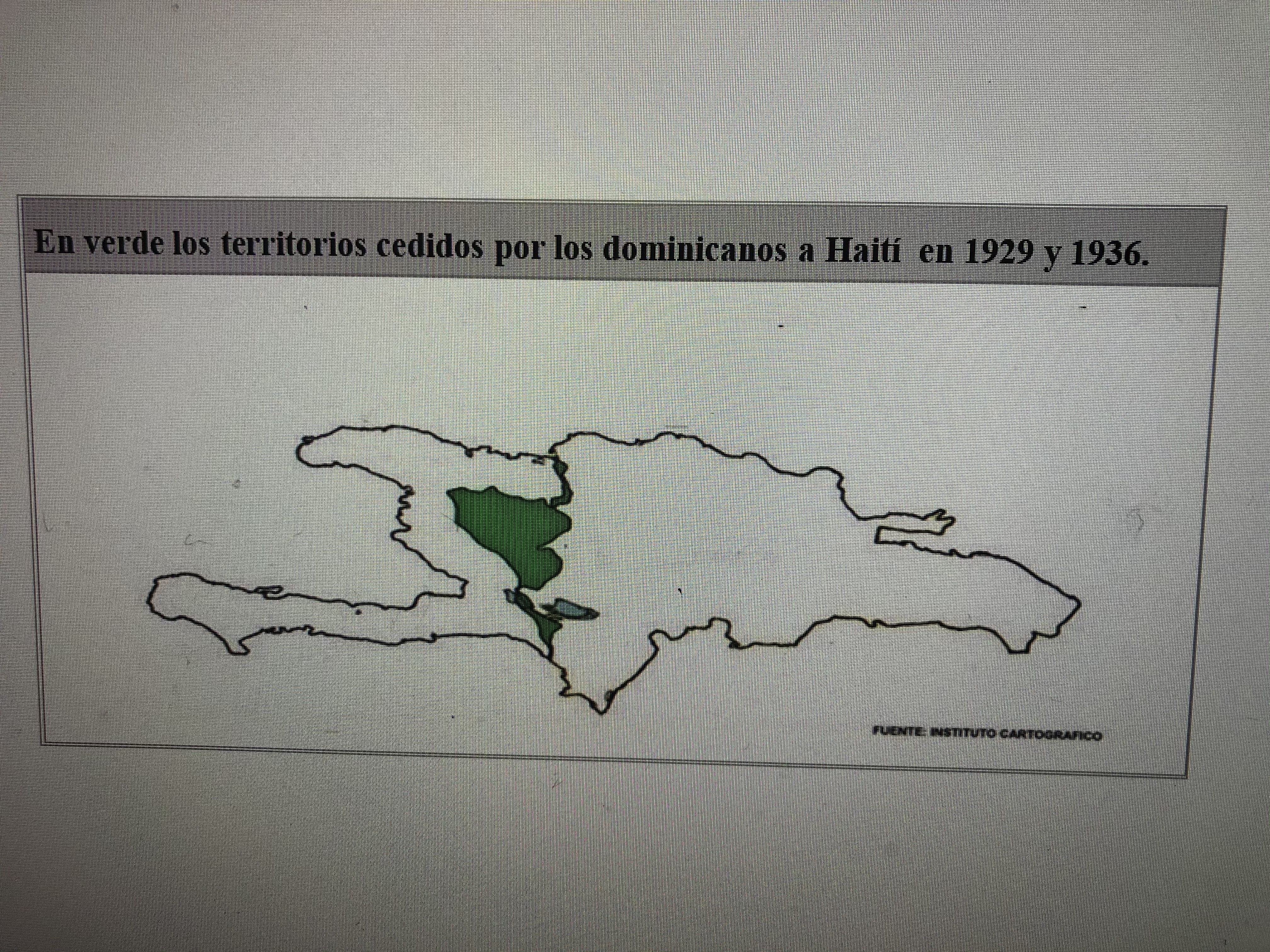
En verde los territorios cedidos por los dominicanos a Haití en 1929 y 1936.

Entre el 28 de septiembre y 8 de octubre de 1937, por orden del presidente Trujillo, el ejército de la República Dominicana asesinó masivamente a ciudadanos haitianos residentes en las zonas cercanas a la frontera del lado dominicano, estimándose su número, según las distintas fuentes, entre 12 000 y 20 000 personas, incluyendo mujeres y niños. Esa matanza se conoce como Masacre del Perejil.

## Trazado de la frontera actual (desde 1936)
La frontera entre la República Dominicana y Haití tiene 391 kilómetros de extensión. Del lado dominicano abarca cinco provincias y dos docenas de municipios. Del lado haitiano existe una cantidad similar de municipios. 
Ambas partes se conectan a través de cuatro puestos fronterizos principales; de norte a sur: Dajabón/Ouanaminthe, Comendador/Belladère, Jimaní/Malpasse y Pedernales/Anse-à-Pitre.
El límite fijado de norte a sur es así:
- A partir de la desembocadura del río de la Masacre, sigue este curso de agua después el río Capotillo hasta su fuente. Pasa por el morne Grime, coge el río de las Tinieblas, sigue la carretera internacional y el Artibonito hasta donde confluye con el río Macassia.

- Remonta el río Macassia hasta San Pedro y pasa al fuerte Cachiman. Corta luego el río Los Indios que se dirige hacia la laguna del Fondo.

- Después de haber bordeado el lado este de la laguna, pasa a El Número, Maré Limón, Gorda Charca, baja el río de los Pedernales hasta su desembocadura entre las ciudades de Anse-à-Pitre y Pedernales.[17]